# Bogdana (Teleorman)
Bogdana é uma comuna romena localizada no distrito de Teleorman, na região de Muntênia. A comuna possui uma área de 68.94 km² e sua população era de 2692 habitantes segundo o censo de 2007.